# Antiguraleus kingensis
Antiguraleus kingensis é uma espécie de gastrópode do gênero Antiguraleus, pertencente a família Mangeliidae.